# Graphium androcles
Graphium androcles is een vlinder uit de familie van de pages (Papilionidae). De wetenschappelijke naam van de soort is voor het eerst geldig gepubliceerd in 1836 door Jean Baptiste Boisduval.

## Kenmerken
De voorvleugels zijn verdeeld in een zwarte en een witte helft. Op de bovenste zwarte helft bevinden zich twee rijen onderbroken witte lijntjes, terwijl zich op de onderste witte helft drie dikke, zwarte strepen bevinden. De achtervleugels zijn wit met aan de randen zwarte vlekken. De achtervleugels dragen een witte staart. De spanwijdte bedraagt ongeveer 9 cm.

## Verspreiding en leefgebied
Deze vlindersoort komt voor op Celebes en de Soela-eilanden.